# Antonis Georgallides
Antonis Georgallides, född 30 januari 1982 i Larnaca, är en cypriotisk fotbollsspelare som sedan 2014 spelar för AC Omonia. Sedan 2005 har han gjort över 60 landskamper för Cyperns landslag.

## Meriter
Anorthosis Famagusta
- Cyperns Premier League: 2000, 2005
- Cypriotiska cupen: 2002, 2003

Omonia
- Cyperns Premier League: 2010
- Cypriotiska cupen: 2011, 2012
- Cypriotiska Supercupen: 2010